# Nesidiochernes carolinensis
Nesidiochernes carolinensis es una especie de arácnido  del orden Pseudoscorpionida de la familia Chernetidae.
Presenta las subespecies:
- Nesidiochernes carolinensis carolinensis
- Nesidiochernes carolinensis dybasi

## Distribución geográfica
Se encuentra en Islas Carolinas.